# Skyhall
De Skyhall is een evenementenhal in Zaventem. De ruimte beslaat een oppervlakte van 6.100 m² verspreid over twee verdiepingen. De Skyhall is vlak naast de luchthavengebouwen van Brussels Airport gelegen.

## Geschiedenis
De Skyhall werd gebouwd in 1957-1958 gebouwd als nieuwe luchthaventerminal voor Brussels Airport. Hiervoor werden architecten Maxime Brunfaut, Geo Bontinck en Joseph Moutschen aangesteld. Zo kon de verwachte toeloop van reizigers voor de Wereldtentoonstelling 1958 opgevangen worden. 
Het gebouw was tot 1994, bij de opening van de nieuwe vertrekhal en de B-pier, de plaats waar de reizigers vertrokken en toekwamen. Na de ingebruikname van de A-pier raakte de hal in onbruik.
Begin 2017 werd begonnen met de renovatie van de “oude vertrekhal”. Om de authenticiteit te bewaren diende men nieuwe technieken toe te passen om onder andere het iconische dak te renoveren en de glazen wand met uitzicht op de vliegtuigen van 1.800 m² te bewaren.
De renovatie kostte 25 miljoen euro en duurde zo’n 3 jaar waarna op 29 januari 2020 de Skyhall feestelijk werd heropend.
In 2021 werd er een COVID-19-vaccinatiecentrum uitgebouwd.

## Bereikbaarheid en omgeving
De Skyhall ligt vlak naast de vertrekhal van Brussels Airport en is net als de luchthaven te bereiken met het openbaar vervoer en de wagen.

## Technische gegevens
De Skyhall is zo’n 6.100 m² groot verspreid over twee verdiepingen: 
- Verdieping 1: Aankomstniveau: 2900 m²
- Verdieping 2: Vertrekniveau: 3200 m²

De evenementenzaal kan plaats bieden aan zo’n 2.500 tot 3.000 bezoekers. Door de glazen wand is er een uitzicht op de start- en landingsbanen van de luchthaven alsook op de huidige luchthavengebouwen.